# Tama Aoki
Tama Aoki (青木 玉 Aoki Tama?,  Shiba-ku, Ciudad de Tokio, 30 de noviembre de 1929) es una ensayista y escritora japonesa, única hija de la también escritora Aya Kōda. Su nombre de soltera es Tama Mihashi (三橋 玉 Mihashi Tama?). En 1994, Aoki recibió el premio Geijutsu Senshō por su obra Koishikawa no Ie. Su hija, Nao, también es ensayista.

## Biografía

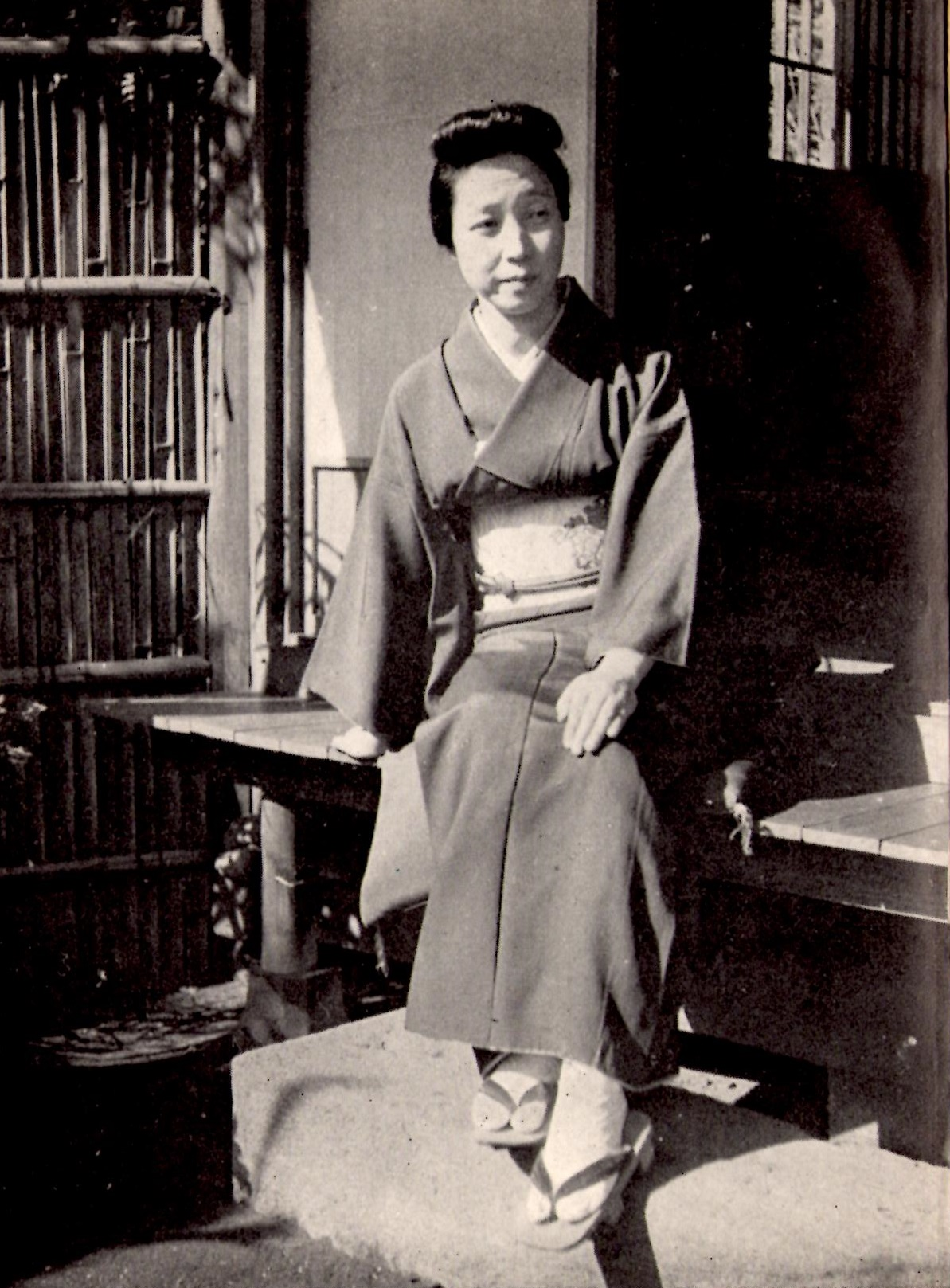
Aya Kōda, 1950. Aoki recibiría de su madre la inspiración necesaria para iniciar su carrera como escritora.

Aoki nació el 30 de noviembre de 1929 en Shiba-ku, Ciudad de Tokio (hoy en día, el barrio de Minato), como la única hija de la novelista y ensayista Aya Kōda y el marido de esta, Ikunosuke Mihashi, un comerciante de sake. Su abuelo materno fue el reconocido autor Kōda Rohan. Ocho meses después de su nacimiento, Aoki fue sometida a una cirugía tras ser diagnosticada con una invaginación intestinal y durante toda su infancia sufrió de una salud delicada. En 1936, ingresó a la Escuela Primaria de Nagatachō (actualmente la Escuela Primaria Kōjimachi). En ese mismo año, su familia abrió una licorería minorista en Tsukiji, la cual quebraría dos años más tarde. En 1937 la familia se mudó a Kyōbashi, donde abrió otra tienda de licores. Sus padres se divorciaron en 1938 y Aoki se trasladó a vivir con su madre en la residencia de su abuelo.
En 1946, ingresó a la Tokyo Woman's Christian University. En 1947, Aoki se trasladó a vivir a Koishikawa. En 1959, contrajo matrimonio con Masakazu Aoki, un médico que trabajaba para la Asociación de Japón contra la tuberculosis. En 1963, nació su primer y única hija, Nao. Su madre falleció el 31 de octubre de 1990 debido a una insuficiencia cardíaca.
En 1994, Aoki publicó un ensayo autobiográfico titulado Koishikawa no Ie, en el cual relata las experiencias vividas tras mudarse a Koishikawa con su madre y abuelo. Este mismo fue su comienzo como escritora. La obra recibió el premio Geijutsu Senshō. En los años siguientes, Aoki publicó una variada serie de ensayos tras otro, incluyendo recopilaciones de obras de su madre que ha ido publicando de forma póstuma en colaboración con la editorial Heibōnsha.

## Obras
- Koishikawa no Ie (1994)
- Kōda Aya no Tansuno Hikidashi (1995)
- Kaeritakatta Ie (1997)
- Nan Demonai Hanashi (1997)[6]
- Sofu no Koto Haha no Koto Aoki Tama Taidan-shū (1997)
- Te Mochi no Jikan (1999)[7]
- Koboredane (2000)
- Noborizaka Kudarizaka (2001)[8]
- Soko no Nai Fukuro (2004)[9]
- Kimono Atosaki (2006)

### Recopilaciones
A continuación se muestra una lista de obras de su madre que Aoki ha editado e ido publicando tras la muerte de Kōda:
- Kōda Aya Shitsuke Jō (2009), publicada por Heibōnsha
- Kōda Aya Daidokoro Jō (2009), Heibōnsha
- Kōda Aya Kimono Jō (2009), Heibōnsha
- Kōda Aya Kisetsu no Techō (2010), Heibōnsha
- Kōda Aya Tabi no Techō (2010), Heibōnsha
- Kōda Aya Dō Butsu Jō (2010), Heibōnsha